# اظهار ندامت

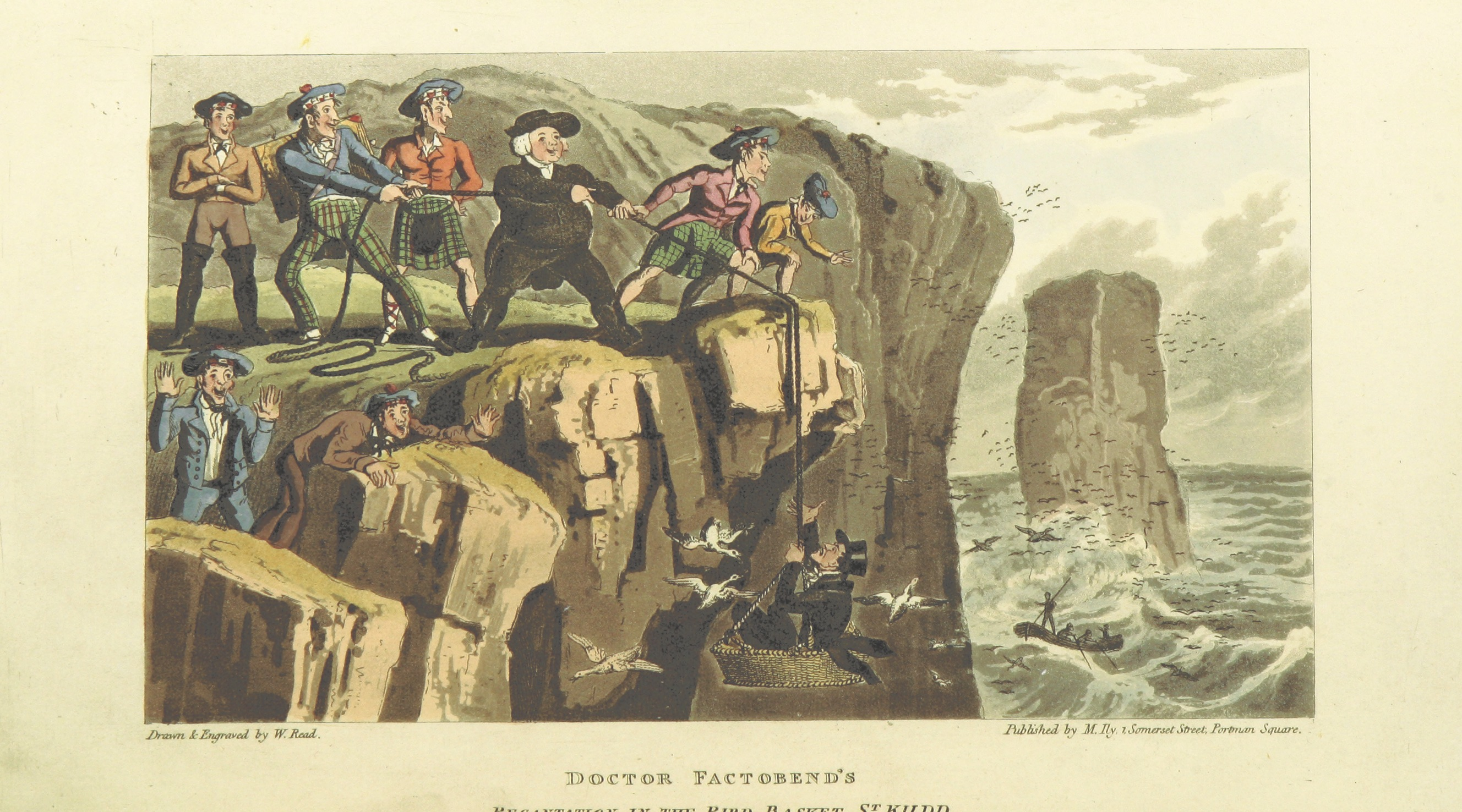
اظهارِ ندامت دکتر فَکتوبِند در بِرد بَسکِت، واقع در خیابان سنت کیلدا، اسکاتلند. نگاره‌ای از دکتر پراسودی (توسط ویلیام کامب به سال ۱۸۲۱، ASIN: B007T2QPX8) در p248

اظهار ندامت به معنای عملی است که فردی طی آن اقدام به نام‌وَرسازی انکار یک عقیده یا باور پیشین خود که به صورت عمومی آن را انتشار داده، می‌نماید. ریشه این عبارت از عبارت لاتین re cantare به معنی دوباره آواز خواندن گرفته شده است.

## در فلسفه
اظهار ندامت در فلسفه به معنی تغییر عقیده واقعی در فرد است که غالباً ناشی از یک رویداد جدی است که نمایانگر بهتر یا کامل تر حقیقتی است که فرد به دنبال آن است. به عنوان مثال، Recantation عنوان کتابی در قرن شانزدهم اثر اسقف آگوستین هیپو است که پیش از روحانی شدنش، متون خود را که در آن زمان به عنوان یک معلم عامی فن بلاغت نوشته بود، مورد بازبینی قرار می‌دهد. وی خود، کتابش را «یک اظهارنامه برای پذیرش خطا» توصیف می‌کند.
در شعر کلاسیک رومی، پس از توصیف عمدی چیزی با اغراق و زرق‌وبرق بسیار به منظور به یادماندنی‌تر کردن اثر دراماتیک شعر، از اظهار ندامت برای بازتعریف صادقانه و منصفانه موضوع، بهره برده می‌شد.

## در دین
در دین، ممکن است فرد به قصد اجتناب از مجازات یا بخشش گناهش، اقدام به اظهار ندامت کند که به آن توبه می‌گویند. از جمله گناهان می‌توان به این موارد اشاره کرد:
- بدعت یا گزینش اشتباه که به معنای زیر سؤال بردن یا شک در مورد عقاید یا آداب و رسوم بنیادی است.
- کفر یا گفتار شیطانی که به معنی توهین یا کوچک‌شماری الوهیت خداوند است.
- ارتداد که به معنی شورش علیه یک وظیفه مذهبی یا چشم پوشی و ترک انجام آن، به ویژه بی‌وفایی (خیانت به دین)، فتنه و فرار است.

در پروتستانتیسم، اظهار ندامت ممکن است به صورت درخواست یا دستور از سوی یک مرجع کلیسایی همچون شورای کلیسا یا شورای جهانی مسیحیت صورت پذیرد.
در کلیسای کاتولیک روم، اداره تفتیش عقاید، اداره مقدس، یا حتی در مواردی نادر در تاریخ معاصر، از سوی جماعت دکترین ایمان برای اجرای احکام ارتدوکسی از فرد درخواست انجام عمل توبه را می‌نموده‌اند.
در یک کشور سکولار اگر از سوی یک مقام دینی به فرد دستور داده شود که اقدام به اظهار ندامت کند، و فرد از این کار سرپیچی کند، ممکن است تکفیر شود، در معرض محرومیت اجتماعی قرار گیرد یا اینکه طرد شود.
در الهیات، دستور به توبه یا اظهار ندامت ممکن است شامل تهدید به مجازات جسمی زندان، تنبیه بدنی و اعدام باشد که خود ممکن است شامل مرگ یا شکنجه‌هایی مانند زنده‌سوزی باشد که مورد ژان دارک یک نمونه از آن است.
ولتر در رمان مشهور خود کاندید چنین نوشت:
در این کشور انگلیس به خوبی تصور می‌شود که گاه به گاه یک دریاسالار را بکشیم تا دیگران را تشویق کنیم!